# الحروب البورمية السيامية
كانت الحروب البورمية السيامية عبارة عن سلسلة من الحروب التي وقعت بين بورما وسيام بين القرنين السادس عشر والتاسع عشر.

## تاونغو–أيوثايا
| الرقم | الاسم                                 | النتائج                                        | ملاحظات |
| ----- | ------------------------------------- | ---------------------------------------------- | --- |
| 1     | الحرب البورمية السيامية (1548)        | الانتصار الدفاعي لمملكة سيام                   | الحصار الأول لأيوثايا سيام تهزم أول غزو بورمي                                                                               |
| 2     | الحرب البورمية السيامية (1563–1564)   | انتصار بورما                                   | الحصار الثاني لأيوثايا سيام تصبح تابعة لبورما (1564–1568)                                                                   |
| 3     | الحرب البورمية السيامية (1568–1569)   | انتصار بورما                                   | الحصار الثالث لأيوثايا سيام تصبح مرة أخرى تابعة لبورما (1569–1584)                                                          |
| 4     | الحرب البورمية السيامية (1584–1593)   | انتصار سيام                                    | الحصار الرابع لأيوثايا سيام تستعيد استقلالها، وتستعيد ساحل تيناسيريم الجنوبي إلى تافوي (داوي)                               |
| 5     | الحرب البورمية السيامية (1593 – 1600) | انتصار سيام                                    | غزوات سيام لبورما تحتل سيام ساحل تيناسيريم بأكمله وصولاً إلى مرتابان (1594) لان نا (تشيانج ماي) تصبح تابعة لسيام (1602–1614) |
| 6     | الحرب البورمية السيامية (1613–1614)   | انتصار بورما                                   | تستعيد بورما لان نا وساحل تيناسيريم العلوي إلى تافوي                                                                        |
| 7     | الحرب البورمية السيامية (1662–1664)   | الانتصار الدفاعي لبورما                        | تدافع بورما عن لان نا وساحل تيناسيريم العلوي                                                                                |
| 8     | الحرب البورمية السيامية (1675–1676)   | الانتصار الدفاعي لبورما الانتصار الدفاعي لسيام | تدافع بورما عن ساحل تيناسيريم العلوي (1675) سيام تهزم الغزو المضاد البورمي (1675–1676)                                      |
| 9     | الحرب البورمية السيامية (1700–1701)   | الانتصار الدفاعي لمملكة سيام                   | ترد سيام الغزو البورمي |

## كونباونج–أيوثايا
| الرقم | الاسم                               | النتائج      | ملاحظات                                                                         |
| ----- | ----------------------------------- | ------------ | ------------------------------------------------------------------------------- |
| 1     | الحرب البورمية السيامية (1759–1760) | انتصار بورما | الحصار الخامس لأيوثايا بورما تستعيد ساحل تيناسيريم العلوي إلى تافوي             |
| 2     | الحرب البورمية السيامية (1765–1767) | انتصار بورما | الحصار السادس لأيوثايا بورما تحتل ساحل تيناسيريم السفلي، في نهاية مملكة أيوثايا |

## كونباونج–بانكوك
| الرقم. | الاسم                               | النتائج                       | ملاحظات                                                                                              |
| ------ | ----------------------------------- | ----------------------------- | --- |
| 1      | الحرب البورمية السيامية (1775–1776) | الانتصار الدفاعي لمملكة سيام  | تفشل بورما في استعادة لان نا الجنوبية (تشيانج ماي)                                                   |
| 2      | الحرب البورمية السيامية (1785–1786) | الانتصار الدفاعي لمملكة سيام  | تتمكن سيام من دحر الغزو البورمي تستعيد سيام السيطرة على لان نا الشمالية (تشيانج سايين (Chiang Saen)) |
| 3      | الحرب البورمية السيامية (1787)      | الانتصار الدفاعي لبورما       | تدافع بورما عن ساحل تيناسيريم                                                                        |
| 4      | الحرب البورمية السيامية (1792)      | الانتصار الدفاعي لبورما       | تدافع بورما عن ساحل تيناسيريم تتنازل سيام بشكل رسمي عن تيناسيريم لبورما بموجب اتفاقية (1793)         |
| 5      | الحرب البورمية السيامية (1797)      | الانتصار الدفاعي لمملكة سيام  | تدافع سيام عن لان نا ولوانج فارابانج                                                                 |
| 6      | الحرب البورمية السيامية (1803–1808) | الانتصار الدفاعي لبورما       | تدافع بورما عن كينجتونج (Kengtung) وسيبسونجبانا (Sipsongpanna)، وتفشل في استعادة تشيانج سايين        |
| 7      | الحرب البورمية السيامية (1809–1812) | الانتصار الدفاعي لمملكة سيام  | تدافع سيام عن جانكسيلون، بفضل ماها سينانوراك وشان وموك                                               |
| 8      | أول حرب أنجلو بورمية (1824 – 1826)  | بداية نهاية الاستقلال البورمي | لا تشارك سيام بشكل جدي، لكن كحليف اسمي لبريطانيا، تقوم بتوقيع الاتفاقية مع المملكة المتحدة           |
| 9      | الحرب البورمية السيامية (1849–1855) | الانتصار الدفاعي لبورما       | تدافع بورما عن كينجتونج                                                                              |